# أردمتا
أردمتا هو حي يقع في الجزء الشمالي الشرقي من مدينة الجنينة بالسودان. ويقع بالقرب من معسكر فرقة المشاة الخامسة عشرة التابعة للقوات المسلحة السودانية.

## تاريخ
في 8 نوفمبر 2023، ارتكبت قوات الجنجاويد والدعم السريع مذبحة راح ضحيتها حوالي 800 مدني في أردمتا، غرب دارفور، السودان.

## التركيبة السكانية
القرية هي موطن لسكان المساليت.